# Plaveč (zámek)
Zámek Plaveč je zámek stojící v obci Plaveč na staré obchodní cestě ze Znojma do Jihlavy. Ves byla známá již ve 13. století, jak dokládá existence románské rotundy zasvěcené Františku Xaverskému s válcovou lodí a lucernou z počátku 13. století.
Tehdejší tvrz zvaná Dolní Plaveč byla vybudována už v tomto století a postupně se rozšiřovala, takže byla nazývána i hradem. Jako o hradu se o ní mluví poprvé v roce 1358, kdy ji získal Aleš z Police. Roku 1398 se pak stala majetkem Zikmunda z Plenkovic a na konci 15. století ji držel Jiří Licek z Plavče. V roce 1557 získal plavečskou tvrz spolu s okolním panstvím Václav Hodický z Hodic a v držení této rodiny zůstala až do roku 1639.
Koncem 16. století přebudovali Hodičtí tvrz v čtyřkřídlý renesanční zámek s arkádami po jedné straně dvora. Nově vybudovaný zámek získala v roce 1639 Johanka Alhnanová, rozená Vranovská z Blížkovic, a poté její manžel Tobiáš Aliman z Almštejna. V roce 1679 připadl zámek obránci Brna proti Švédům Ludvíkovi Raduitovi de Souches a tím došlo ke spojení plavečského, jevišovického a hostimského velkostatku v jeden celek.
Poslední držitel panství z rodu de Souches přebudoval v roce 1742 renesanční zámek v barokní sídlo. V roce 1743 koupil panství baronský rod Widmannů.
Po druhé světové válce byl majetek rodiny konfiskován a zámecký areál spolu s rotundou připadl státu, který zde v padesátých letech zřídil domov důchodců. Zámecké sbírky byly z větší části převezeny na zámek v Náměšti nad Oslavou.